# Humua takeuchii
Humua takeuchii är en spindelart som beskrevs av Hirotsugu Ono 1987.
Humua takeuchii ingår i släktet Humua och familjen flinkspindlar. Inga underarter finns listade i Catalogue of Life.